# Teocuitlapa
Teocuitlapa är en ort i Mexiko.   Den ligger i kommunen Quechultenango och delstaten Guerrero, i den södra delen av landet, 230 km söder om huvudstaden Mexico City. Teocuitlapa ligger 623 meter över havet och antalet invånare är 442.
Terrängen runt Teocuitlapa är huvudsakligen lite bergig. Teocuitlapa ligger nere i en dal. Runt Teocuitlapa är det ganska glesbefolkat, med 40 invånare per kvadratkilometer. Närmaste större samhälle är Quechultenango, 13,3 km nordväst om Teocuitlapa. Omgivningarna runt Teocuitlapa är huvudsakligen savann.